# Berk Cankat
Berk Cankat (n. Ankara, 9 de mayo de 1984) es un actor turco de origen cirsasiano, conocido por haber interpretando a İskender en la serie Muhteşem Yüzyıl Kösem.

## Carrera
En el 2013 apareció en la serie Sana Bir Sir Verecegim donde dio vida a Savas Yapici, en la serie compartió créditos con el actor Ekin Koç.
En el 2015 se unió al elenco de la serie turca Muhteşem Yüzyıl Kösem donde dio vida a İskender. 
Su más reciente trabajo 2017 es en la serie musical Yıldızlar Şahidim, donde interpreta a Aras.

## Filmografía

### Series de televisión
| Año         | Serie                  | Personaje    | Notas          |
| ----------- | ---------------------- | ------------ | -------------- |
| 2015 - 2016 | Muhteşem Yüzyıl Kösem  | İskender     | 14 episodios   |
| 2014        | Güzel Köylü            | Cemal Alkan  | episodio # 1.1 |
| 2014        | Medcezir               | Cem          | -              |
| 2013        | Sana Bir Sir Verecegim | Savas Yapici | -              |
| 2018        | bir deli rüzgar        | Uğur         | -              |

### Teatro
| Año  | Título             |
| ---- | ------------------ |
| 2012 | Merhaba Efendim    |
| 2011 | Barut Fıçısı       |
| 2011 | Martı              |
| 1999 | Ay Işığında Samata |

## Premios y nominaciones
| Año  | Categoría                                             | Premio                            | Serie                 | Resultado |
| ---- | ----------------------------------------------------- | --------------------------------- | --------------------- | --------- |
| 2016 | En İyi Yardımcı Erkek Oyuncu (Mejor actor de reparto) | Türkiye Gençlik Ödülleri Award    | Muhteşem Yüzyıl Kösem | Nominado  |
| 2016 | En İyi Dönem Dizisi Yardımcı Erkek Oyuncu             | Ayaklı Gazete TV Yıldızları Award | Muhteşem Yüzyıl Kösem | Nominado  |
| 2015 | Yılın Erkek Oyuncusu                                  | ELLE Style Award                  | -                     | Ganó      |